# Marija Semak
Marija "Masha" Semak (ukrainsk: Марія "Маша" Семак, født 15. februar 1985 i Smila, Ukrainske SSR, Sovjetunionen), er en ukrainsk orienteringsløber og atlet boende i Danmark. Hun er i Danmark medlem af Farum-Tisvilde OK og Blovstrød Løverne. 
Semak blev nummer 19 på Lang bane ved VM i orientering i Västerås 2004 og var vinder af "Sylvester 5-days" i Belgien 2007.
Semak har en eksamen i aeroteknik fra Kiev Polytechnic Institute.

## Danske mesterskaber
Orientering
- Bronze 2010 Sprint
- Sølv 2009 Langbane
- Bronze 2009 Sprint
- Bronze 2008 Mellembane
- Sølv 2008 DM-Ultralang

Atletik
- Bronze 2010 1500 meter 4,58,19
- Sølv 2010 4 x 800 meter 10,03,66

## Personlige rekorder
- 800 meter: 2,21,9 2009
- 1500 meter: 4,52,0 2009
- 1 mile: 5,24,21 Allerød 29. juli 2010
- 3000 meter: 10,40,28 Østerbro Stadion 17. juli 2011
- 3000 meter forhindring: 11,55,78 Østerbro Stadion 4. juni 2010
- 5000 meter: 18,46,06 Østerbro Stadion 6. august 2011
- 10km landevej: 39,08  Odder 30. januar 2011
- 15km landevej: 1,05,19 9. marts 2008
- Halvmarathon: 1,30,17 28. september 2008
- 800 meter – inde: 2,27,90 Skive 28. februar 2010
- 1500 meter – inde: 4,53,74 Skive 28. februar 2010
- 3000 meter – inde: 10,31,22 Skive 19. februar 2011